# Club Atlético Newell's Old Boys
Newell's Old Boys je argentinski nogometni klub iz grada Rosarija.

## Najveći igrači
- Abel Balbo
- Fabián Basualdo
- Gabriel Omar Batistuta
- Gustavo Berizzo
- Gustavo Dezotti
- Américo Rubén Gallego
- Sergio Goycochea
- Ariel Graziani
- Diego Armando Maradona
- Ariel Ortega
- Mauricio Pochettino
- Walter Samuel
- Gabriel Heinze
- Néstor Sensini
- Mario Zanabria
- Julio Zamora
- Justo Villar
- Jorge Gabrich
- Iván Gabrich
- Lionel Messi

## Hrvati u Newell'su
- Jorge Gabrich
- Iván Gabrich
- Pablo Vranjicán

## Vanjske poveznice
- Službene klupske stranice  Arhivirana inačica izvorne stranice od 23. travnja 2021. (Wayback Machine)
- NOB
- Club Atletico Newell's Old Boys
- Newell's na AFA-i